# Улица Яня Асара (Рига)
Улица Я́ня А́сара (латыш. Jāņa Asara iela) — улица в Латгальском предместье города Риги, в Гризинькалнсе. Проходит от улицы Лиенес до стадиона «Даугава». Длина улицы — 774 метра.

## История
Появление новой городской улицы в 1883 году было связано с перепланировкой земельных участков при строительстве церкви Святого Павла (Павила).
23 мая 1885 года улица была названа Эрглю (нем. Adlerstraße, рус. Орлиная) и первоначально доходила до улицы Ревельской (сегодняшняя Таллинас). В дальнейшем была продолжена до железнодорожных путей.
19 декабря 1929 года, благодаря усилиям социал-демократического большинства Рижской думы, переименована в честь Яниса Асарса (1877—1908) — публициста и литературного критика, участника революции 1905 года.
Во время немецкой оккупации в годы Второй мировой войны улица носила название Адлерштрассе.
В 1901 году по улице проходил маршрут электрического трамвая, шедшего из центра города до улицы Пернавас.
До 1924 года в районе между нынешними улицами Яня Асара, Пернавас и Августа Деглава находился садово-огородный участок «Полю колония».

## Застройка

Медицинский колледж Красного Креста.
Улица Яня Асара, 2

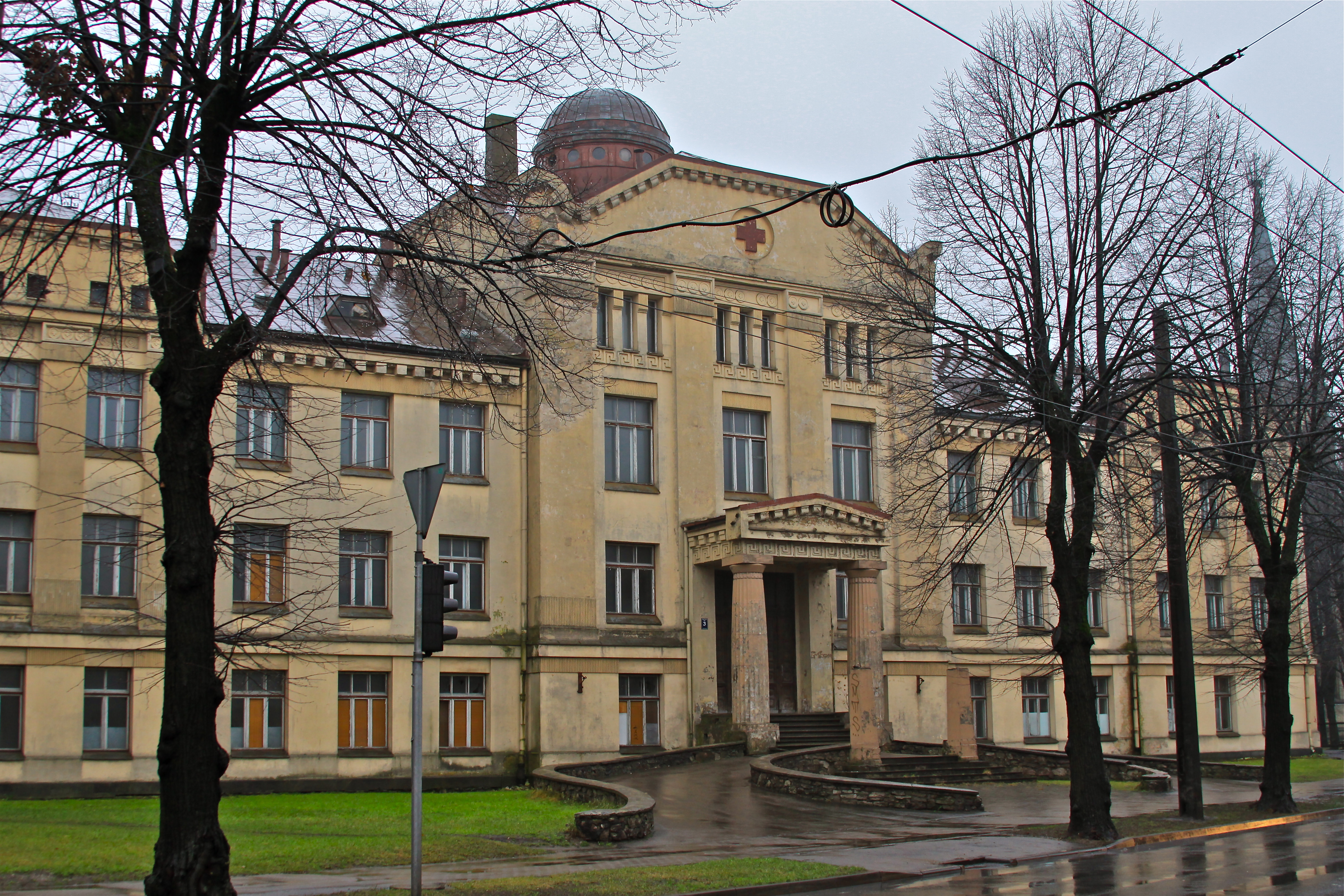
Больница Красного Креста. Улица Яня Асара, 3

Блочный дом на Яня Асара, 15 (архитектор Освальд Тилманис)

- Яня Асара, 2а — доходный дом Радзиня. В 1920-х годах в здании работали фотомастерские Я. Берзиня и Я. Мангаля. Некоторое время здесь располагался 8-й полицейский участок.
- Яня Асара, 3 — амбулаторное и больничное здание Рижской общины сестёр милосердия Красного Креста (архитектор Фридрих Шеффель, 1912; в 1933 году архитектором А. Клинклавсом был построен дополнительный корпус). В дальнейшем: больница Латвийского Красного Креста, 8-я поликлиника, Рижская 4-я объединённая больница, медицинский стационар для партийного и хозяйственного актива, 4-я клиническая больница Красного Креста. Является памятником культуры местного значения.
- Яня Асара, 5 — школа сестёр милосердия Латвийского Красного Креста (архитектор Александр Клинклавс, 1936). В дальнейшем: 4-я детская поликлиника, 4-е медицинское училище. В настоящее время здесь расположены Медицинский колледж Красного Креста[3] и реабилитационный центр для лиц, подвергшихся насилию. Является памятником культуры местного значения.
- Яня Асара, 9 — бывший особняк строительного подрядчика и предпринимателя Алберта. Со стороны улицы перед домом находился не сохранившийся до наших дней декоративный сад с бьющим фонтаном. В 1924—1938 годах здесь находилось детское оздоровительное учреждение общества «Māte un bērns».
- Яня Асара, 11 — доходный дом Неймана, здесь в 1920-х годах жил оперный певец А. Пориньш.
- Яня Асара, 12 — в этом доме до Первой мировой войны жил журналист и издатель О. Кролл.
- Яня Асара, 13 — здание Пожарного общества рижского предместья, в разные годы здесь находились: Рижский атлетический клуб, молодёжные спортивные товарищества, общество «Strādnieku Sports un Sargs», центральный совет Добровольного пожарного общества Латвийской ССР, Гризинькалнское пожарное общество.
- Яня Асара, 15 — блочный дом (архитектор Освальд Тилманис). Построен в 1930-1931 годах на средства Рижского самоуправления в рамках реализации программы коммунального жилищного строительства. Во дворе дома находится скульптура Рихарда Маурса «Морж»[4][5]. Является охраняемым памятником архитектуры государственного значения[6].
- Яня Асара, 22 — в этом доме в 1930-х годах жил оперный певец А. Крауклис. До 1990-х годов в доме находился Рижский 52-й детский сад.

## Прилегающие улицы
Улица Яня Асара пересекается со следующими улицами:
- Улица Авоту
- Улица Лиенес
- Улица Августа Деглава
- Улица Артилерияс
- Улица Таллинас
- Улица Пернавас
- Аугшиела